# Pingtian (sockenhuvudort i Kina, Zhejiang Sheng, lat 28,54, long 121,07)
Pingtian (kinesiska: 平田, 天灯垟, 平田乡) är en sockenhuvudort i Kina. Den ligger i provinsen Zhejiang, i den östra delen av landet, omkring 210 kilometer sydost om provinshuvudstaden Hangzhou. Antalet invånare är 3 843. Befolkningen består av 1 989 kvinnor och 1 854 män. Barn under 15 år utgör 19,0 %, vuxna 15-64 år 49 %, och äldre över 65 år 31 %.
Runt Pingtian är det tätbefolkat, med 819 invånare per kvadratkilometer. Närmaste större samhälle är Daxi, 19,3 km öster om Pingtian. I omgivningarna runt Pingtian växer i huvudsak blandskog.
Genomsnittlig årsnederbörd är 2 023 millimeter. Den regnigaste månaden är juni, med i genomsnitt 334 mm nederbörd, och den torraste är januari, med 74 mm nederbörd.